# Émile Gaboriau
Émile Gaboriau (9. listopadu 1835, Saujon, Charente-Maritime – 28. září 1873, Paříž) byl francouzský spisovatel a novinář, jeden z průkopníků detektivní literatury, v jehož díle vrcholí proměna povídky s kriminální tematikou v román.

## Život
Émile Gaboriau se Narodil v malém městečku Saujon v departmentu Charente-Maritime. Střední školu vychodil v Jonzacu, krátce pracoval jako písař v kanceláři notáře, v roce 1852 vstoupil do armády a sloužil v Africe. Po čtyřech letech se vrátil do Paříže a snažil se uchytit jako novinář. Cestu k literatuře mu otevřela právě žurnalistika a také to, že se stal tajemníkem Paula Févala staršího.
Začal psát pro noviny a časopisy romány na pokračování. Skutečný úspěch mu pak přinesl jeho detektivní román z roku 1866 L'Affaire Lerouge (Případ vdovy Lerougeové), ve kterém pod vlivem Edgara Allana Poea a jeho detektiva C. Augusta Dupina představil světu mladého policistu pana Lecoqa, který se stal hrdinou všech jeho dalších detektivních knih. V nich vytvořil skutečný detektivní román s propracovanou technikou logického rozvíjení zápletky i jejího řešení.
Gaboriau zemřel v sedmatřiceti letech na plicní embolii.

## Dílo

### Pan Lecoq
Vytvořením policisty pana Gastona Lecoqa (francouzsky Monsieur Lecoq) se Gaboriau stal předchůdcem Lerouxe a Leblanca a jedním z průkopníků detektivní literatury vůbec. Vzorem pro vytvoření této postavy byl jednak detektiv C. Auguste Dupin z povídek Edgara Allana Poea, jednak detektiv Gregory Temple a vyšetřující soudce Remy d'Arx z románového cyklu Černé hábity od Paula Févala staršího (přičemž Lecoq je jméno jednoho ze zlotřilců z tohoto cyklu) a jednak Eugène-François Vidocq, původně zločinec, později policista a tajný agent, který se stal zakladatelem a velitelem Brigade de Sûreté, první moderní policejní organizace ve Francii. Lecoqova postava se pak stala vzorem pro postavu Sherlocka Holmese Sira Arthura Conana Doyla, která však svého předchůdce naprosto zastínila.
O Lecoqovi napsal Gaboriau pět románů:
- L’Affaire Lerouge (1866, Případ vdovy Lerougeové), česky také jako Osudnou stopu, Jeho poslední případ nebo jako Otec Tabaret. Vyšetřovatelem záhadné vraždy je v tomto románu sice detektiv-amatér otec Tabaret, ale pan Lecoq se zde již objevuje v epizodní roli.
- Le Crime d’Orcival (1867, Zločin v Orcivalu), česky též jako V bludišti vášně nebo jako Ženy oklamané, román, ve kterém se Lecoq již jako hlavní vyšetřovatel snaží objasnit případ záhadné vraždy hraběnky de Trémorel.
- Le Dossier No. 113 (1867, Akta č. 113), česky také jako Zločin v bankovním domě. Román líčí pátrání po pachateli krádeže tří set padesáti tisíc franků v bankovním domě pařížského bankéře.
- Les Esclaves de Paris (1868, Otroci Paříže), česky jako Upíři velkoměsta, román, ve kterém Lecoq opouští Sûreté.
- Monsieur Lecoq (1869, Pan Lecoq), dvoudílný román líčící Lecoqův první případ.

### Další díla
- L'Ancien Figaro 1861).
- Les Cotillons célèbres (1861).
- Le Treizième Hussards (1861, Třináct husarů).
- Mariages d'aventure (1862).
- Les Gens de Bureau (1862, Lidé úřadu).
- Les Comédiennes adorées (1863).
- La Vie infernale (1870, Pekelný život).
- La Dégringolade (1871).
- La Clique dorée (1871).
- La Corde au cou (1873, V oprátce), detektivní román.
- L'Argent des autres (1873).
- Le Petit Vieux des Batignolles (1876, Malý stařeček batignollský), posmrtně vydaná sbírka povídek:
  - Le Petit Vieux des Batignolles,
  - Une disparition (Zmizení), povídka, ve které vystupuje Lecoq,[4]
  - Maudite maison (Prokletý dům),
  - Casta vixit,
  - La Soutane de Nessus,
  - Bonheur passe richesse.
- Le Capitaine Coutanceau (1878, Kapitán Coutanceau), posmrtně.
- Les Amours d'une empoisonneuse (1881), posmrtně.

## Adaptace

### Film
- L'affaire d'Orcival (1914, Zločin v Orcivalu), francouzský němý film, režie Gérard Bourgeois.
- Monsieur Lecoq  (1914, Pan Lecoq), francouzský němý film, režie Maurice Tourneur.
- Monsieur Lecoq  (1915, Pan Lecoq), americký němý film, režie Maurice Tourneur.
- File No. 113 (1915, Akta č. 113), americký němý film,
- La maison du passeur (1915), francouzský němý film, režie Gérard Bourgeois.
- The Family Stain (1915), americký němý film podle románu Případ vdovy Lerougeové, režie Will S. Davis.
- The Evil Women Do (1916), americký němý film podle románu La Clique dorée, režie Rupert Julian.
- Le capitaine noir (1917, Černý kapitán), francouzský němý film podle románu  Kapitán Coutanceau, režie Gérard Bourgeois.
- Thou Shalt Not Steal (1917), americký němý film podle románu Akta č. 113, režie William Nigh.
- File 113 (1933, Akta č. 113), americký film, režie Chester M. Franklin.
- Monsieur Lecocq (1975), pátá část francouzského televizního seriálu Les grands détectives (Velcí detektivové), režie Jean Herman.
- Der Strick um den Hals (1975, V oprátce), třídílný německý televizní film, režie Wilhelm Semmelroth.
- Le petit vieux des Batignolles  (2009, Malý stařeček batignollský), šestá část francouzského televizního seriálu Contes et nouvelles du XIXe siècle (Povídky a novely 19. století), režie Claude Chabrol.

## Česká vydání
- Osudnou stopou, Národní tiskárna a nakladatelstvo, Praha 1890, přeložil Josef Honc.
- Otec Tabaret, Ferdinand Boháček, Jevíčko na Moravě 1904, znovu 1907.
- V bludišti vášně, Ignác Leopold Kober, Praha 1905, přeložil Pavel Projsa.
- Ženy oklamané, JUDr. Edvard J. Baštýř a spol., Praha 1909, přeložil Julius Pašek.
- Případ vdovy Lerougeové, Národní politika, Praha 1924, přeložil Vladislav Jarolím, románová příloha.
- Pan Lecoq, František Borový, Praha 1927, přeložil Vítězslav Unzeitig.
- Jeho poslední případ, Český deník, Plzeň 1928, románová příloha.
- Akta č. 113, František Borový, Praha 1929, přeložil Vladislav Štverák.
- Upíři velkoměsta, Vladislav Jarolím, Praha 1931, přeložil Vladislav Jarolím.
- Zločin v Orcivalu, Antonín Svěcený, Praha 1934, přeložil Vilém Haney.
- Zločin v Orcivalu, Mladá fronta, Praha 1960, přeložila Eva Sgallová, znovu 1964.
- Případ vdovy Lerougeové, SNKLU, Praha 1965, přeložila Eva Outratová.
- Zločin v bankovním domě, Albatros, Praha 1969, převyprávěl Gustav Francl.